# Стайгер, Род
Ро́дни «Род» Сти́вен Ста́йгер (англ. Rodney Stephen "Rod" Steiger; 14 апреля 1925 — 9 июля 2002) — американский актёр, обладатель премии «Оскар» (1968) за роль шефа полиции в детективе «Душной южной ночью». Едва ли не лучшей своей ролью в карьере сам актёр считал роль еврея Сола Назермана, сыгранного им в психологической драме «Ростовщик» («Серебряный медведь», 1964).

## Биография
Родни Стивен Стайгер родился 14 апреля 1925 года в Уэстхэмптоне (штат Нью-Йорк). Родители его, Фредерик и Лоран Стайгер, выступали с песенно-танцевальным номером в передвижном шоу. Они развелись, когда сыну было около года.
Во время Второй мировой войны в качестве торпедиста первого класса принимал участие в наиболее опасных боевых операциях Третьего и Пятого флотов США, в том числе в Иводзимской и Окинавской операциях. Покинул военно-морскую службу на следующий день после капитуляции Японии (в медицинском заключении было отмечено острое кожное заболевание). После войны, в возрасте двадцати двух лет, поступил в театральную любительскую труппу. Сыграл царя Менелая в пьесе «Муж Елены» и роль злодея в спектакле под названием «Будь проклят, Джек Дальтон».
Театральный дебют Стайгера прошёл незамеченным. Он перебрался в Нью-Йорк, где в течение двух лет изучал актёрское искусство — сначала в Новой школе социальных исследований, а затем, по приглашению Дэниела Манна, — в нью-йоркской Актёрской студии, которой руководили Элиа Казан и Ли Страсберг.
В апреле 1951 года Род Стайгер дебютировал на Бродвее в возобновлённой постановке пьесы Клиффорда Одетса «Ночная музыка». Он сыграл пятидесятипятилетнего детектива и был высоко отмечен нью-йоркской критикой. В следующем году он появляется на сцене в комедии Хью Гастингса «Чайки над Сорренто» и в ибсеновском «Враге народа».
Но главное поле его актёрской активности в эти годы — телевидение. Ещё не получивший голливудского амплуа «эмоционального злодея», Стайгер демонстрирует широту своего диапазона — от Ромео до Распутина. За пять лет, с 1948 по 1953 год, он сыграл свыше двухсот пятидесяти ролей.
В 1951 году дебютировал в кино, снявшись в фильме Фреда Циннемана «Тереза». Уже следующая роль Стайгера в кино заставила критику говорить о нём как о явлении. За участие вместе с Марлоном Брандо в фильме Элиа Казана «В порту» (1954) Стайгер был номинирован на премию «Оскар» как лучший актёр второго плана. Но «Оскар» ещё долго будет обходить его стороной.
В фильме Стайгер сыграл гангстера Чарли, получившего задание «пришить» брата (Марлон Брандо) за намерение выдать шайку. После успеха фильма судьба Стайгера была предопределена. Он превращается в новую звезду на отрицательные роли и в этом образе начинает кочевать из фильма в фильм. Желание актёра «очеловечить» своих персонажей, стремление показать их не односторонними примитивными негодяями привело к тому, что нередко именно его отрицательные герои вызывали у зрителей больше симпатии, чем противостоящие им безликие положительные персонажи.
Амплуа кинематографического злодея, утвердившееся за Стайгером в 1950-е годы, закономерно определило выбор его на главную роль в фильме «Аль Капоне» (1959) режиссёром Ричардом Уилсоном. Кроме того, Уилсон нашёл и чисто внешнее сходство между актёром и знаменитым гангстером. Фильм имел огромный успех. Однако, хотя «Аль Капоне» ещё больше закрепил успех Стайгера как актёра, сам он не был доволен своей карьерой. Более того, именно боязнь окончательно «погрязнуть» в ролях злодеев подвигла Рода на отчаянное решение: убедить режиссёров попробовать его в ином амплуа, доказать себе и зрителям, что его творческий диапазон шире предлагаемых ролей. В Голливуде Стайгеру не удалось сломать сложившийся стереотип, и тогда он решается на шаг, который многие сочли «безумием»: в зените славы он покидает Америку и едет в Европу, намереваясь начать свою кинобиографию как бы с новой страницы.

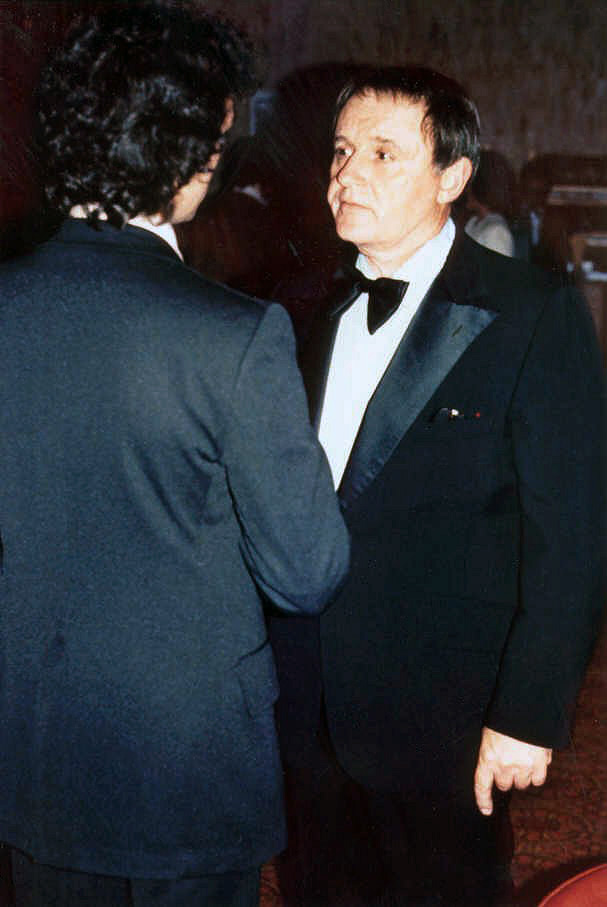
Род Стайгер в 1978 году

В начале 1960-х годов Стайгер работал в Италии. Снимался в фильмах «Руки над городом» (реж. Франческо Рози, 1963), «Равнодушные» (реж. Франческо Мазелли, 1964) и др.
В 1965 году английский режиссёр Тони Ричардсон пригласил Стайгера сниматься в экранизации сатирического романа Ивлина Во «Незабвенная». Следующий, 1966 год, актёр провёл в Испании, а затем снимался у итальянского режиссёра Паскуале Феста-Кампаниле в трагикомедии о временах Первой мировой войны «Девушка и генерал».
За четыре года работы вне Голливуда Стайгер полностью освободился от навязанного ему амплуа и, вновь получив приглашение вернуться в Америку, теперь уже сам смог диктовать условия. Актёру необходимо было уехать, чтобы родина признала его как одного из самых талантливых и одарённых людей. Проявив себя блестящим мастером перевоплощения и доказав, что он — актёр без амплуа или, вернее, актёр на любые амплуа, Стайгер был тем не менее достаточно постоянен в своих привязанностях. Он любил изображать человека, попавшего в критическую ситуацию, когда требуется максимальная концентрация сил и сама жизнь заставляет героя выбрать определённую позицию. Таков полицейский Гиллеспи (роль, за которую актёр получил «Оскара») — герой фильма «Душной южной ночью» (реж. Норман Джуисон, 1967); таковы Наполеон Бонапарт («Ватерлоо», реж. С. Бондарчук, 1970), Бенито Муссолини («Бенито Муссолини: последний акт», реж. Карло Лидзани, 1974); Понтий Пилат («Иисус из Назарета», реж. Франко Дзеффирелли, 1977), генерал Уэбстер («Штайнер — Железный крест 2», реж. Эндрю МакЛаглен, 1979) и многие, многие другие его персонажи.
Род Стайгер умер 9 июля 2002 года в Лос-Анджелесе от пневмонии и осложнений после операции на желчном пузыре.

### Личная жизнь
Род Стайгер был женат пять раз:
С 1952 по 1958 год — на актрисе Салли Грейси.
С 1959 по 1969 год — на британской актрисе Клэр Блум, дочь Анна Стайгер (род. 1960), оперная певица.
С 1973 по 1979 год — на Шерри Нельсон.
С 1986 по 1997 год — на Поле Эллис, сын Майкл (род. 1993).
С 2000 по 2002 год — на актрисе Джоан Бенедикт Стайгер.

## Избранная фильмография
| Год  |     | Русское название           | Оригинальное название              | Роль                            |
| ---- | --- | -------------------------- | ---------------------------------- | ------------------------------- |
| 1954 | ф   | В порту                    | On the Waterfront                  | Чарли Маллой                    |
| 1955 | ф   | Оклахома!                  | Oklahoma!                          | Джуд Фрай                       |
| 1955 | ф   | Большой нож                | The Big Knife                      | Стэнли Шрайнер Хофф             |
| 1956 | ф   | Джубал                     | Jubal                              | Пинки                           |
| 1956 | ф   | Тем тяжелее падение        | The Harder They Fall               | Ник Бенко                       |
| 1956 | ф   | Из вечности                | Back from Eternity                 | Васкуэль                        |
| 1958 | ф   | Крик ужаса                 | Cry Terror!                        | Пол Хоплин                      |
| 1959 | ф   | Аль Капоне                 | Al Capone                          | Аль Капоне                      |
| 1962 | ф   | Самый длинный день         | The Longest Day                    | командир истребителя            |
| 1963 | ф   | Руки над городом           | Le mani sulla città                | Эдоардо Ноттола                 |
| 1964 | ф   | Ростовщик                  | The Pawnbroker                     | Сол Назерман                    |
| 1965 | ф   | Незабвенная                | The Loved One                      | мистер Джойбой                  |
| 1965 | ф   | Доктор Живаго              | Doctor Zhivago                     | Виктор Комаровский              |
| 1967 | ф   | Душной южной ночью         | In the Heat of the Night           | начальник полиции Билл Гиллеспи |
| 1970 | ф   | Ватерлоо                   | Waterloo                           | Наполеон                        |
| 1971 | ф   | За пригоршню динамита      | Giù la testa                       | Хуан Миранда                    |
| 1975 | ф   | Невинные с грязными руками | Les innocents aux mains sales      | Луи Вормсер                     |
| 1977 | мтф | Иисус из Назарета          | Jesus of Nazareth                  | Понтий Пилат                    |
| 1978 | ф   | Кулак                      | F.I.S.T.                           | сенатор Мэдисон                 |
| 1979 | ф   | Железный крест 2           | Breakthrough                       | генерал Вебстер                 |
| 1979 | ф   | Ужас Амитивилля            | The Amityville Horror              | отец Дилэйни                    |
| 1979 | ф   | Любовь и пули              | Love and Bullets                   | Джо Бомпоса                     |
| 1981 | ф   | Омар Мухтар                | Lion of the Desert                 | Бенито Муссолини                |
| 1981 | ф   | Избранные                  | The Chosen                         | реб Сондерс                     |
| 1983 | ф   | Кук и Пири: гонка к полюсу | Cook & Peary: The Race to the Pole | Роберт Пири                     |
| 1984 | ф   | Лицо без маски             | The Naked Face                     | лейтенант Макгриви              |
| 1986 | ф   | Меч Гедеона                | Sword of Gideon                    | Мордехай Сэмюэлс                |
| 1987 | ф   | Американская готика        | American Gothic                    | Па                              |
| 1989 | ф   | Январский человек          | The January Man                    | мэр Имон Флинн                  |
| 1990 | ф   | Люди, достойные уважения   | Men of Respect                     | Чарли Д'Амико                   |
| 1994 | ф   | Специалист                 | The Specialist                     | Джо Леон                        |
| 1996 | ф   | Марс атакует!              | Mars Attacks!                      | генерал Деккер                  |
| 1997 | ф   | Малыш                      | The Kid                            | тренер Гарри Слоан              |
| 1998 | ф   | Нежить                     | Modern Vampires                    | доктор Ван Хельсинг             |
| 1999 | ф   | Ураган                     | The Hurricane                      | судья Х. Ли Сарокин             |
| 1999 | ф   | Конец света                | End of Days                        | отец Ковак                      |
| 2002 | ф   | Поединок                   | Poolhall Junkies                   | Ник                             |